# Aerangis confusa
Aerangis confusa är en orkidéart som beskrevs av Joyce Stewart. 
Aerangis confusa ingår i släktet Aerangis och familjen orkidéer. Inga underarter finns listade i Catalogue of Life.